# Müftükışla, Boğazlıyan
Müftükışla là một xã thuộc huyện Boğazlıyan, tỉnh Yozgat, Thổ Nhĩ Kỳ. Dân số thời điểm năm 2010 là 122 người.